# Pavel Dolgov
Pavel Vladimirovič Dolgov (in russo Павел Владимирович Долгов?; traslitterazione anglosassone: Pavel Vladimirovich Dolgov; 16 agosto 1996) è un calciatore russo, attaccante dell'Alanija Vladikavkaz.

## Caratteristiche tecniche
Attaccante, può giocare anche come esterno d'attacco su entrambe le fasce.